# Ale McHaddo
Alexandra Machado de Sá (São Paulo, 8 de julho de 1973) é uma diretora, roteirista e produtora audiovisual brasileira. Começou sua carreira editando e escrevendo histórias em quadrinhos na revista 44 Bico Largo, publicada na Escola de Comunicações e Artes da Universidade de São Paulo, onde estudou artes plásticas. Foi nessa revista que personagens como Osmar, a Primeira Fatia do Pão de Forma e e a Lasanha Assassina apareceram a primeira vez. Logo após os quadrinhos, trabalhou no estúdio HGN, estúdio contratado para fazer as séries Aladim e A Turma do Pateta da Disney.
Ale se dedicou a produção de jogos pra computadores, criando Gustavinho em o Enigma da Esfinge, lançado em 1996, com a participação de Marisa Orth, que interpretava Cleópatra e interagia com os personagens em desenho. Depois do lançamento, McHaddo produziu outros títulos lançados para computador, até que em 2000 laçou o jogo Caxy Gambá Encontra o Monstruário, com a participação especial de José Mojica Marins.
Em 2002, McHaddo inaugurou sua carreira de cineasta, com o curta-metragem de animação A Lasanha Assassina, premiado ao redor do Brasil, incluindo o prêmio da Academia Brasileira de Cinema em 2003.
Em 2006, fundou o estúdio 44 Toons, derivada da 44 BicoLargo, produtora de video games da década de 1990. O estúdio, inicialmente, era voltado para realização de trabalhos de terceiros, mas logo passou a desenvolver trabalhos próprios, como as séries de animação Nilba e os Desastronautas e Osmar, a Primeira Fatia do Pão de Forma. É fundadora da 44 Toons.

Osmar em "Osmar, a primeira fatia do pão de forma: O Filme"

A partir de 2009, Alexandra passou a dedicar-se exclusivamente às produções do estúdio, no mesmo ano, recebe o prêmio Mip Júnior, em Cannes, com o piloto Osmar, a Primeira Fatia do Pão de Forma. O reconhecimento internacional do piloto de Osmar, impulsionou sua produção e numa parceria com  TV Cultura e Gloob. a série começa a ser produzida. 
Em 2010, usa o personagem Gustavinho, no curta BugiGangue - Controle Terremoto.
Em 2011, é lançada a série Nilba e os Desastronautas, produzida em co-produção com a TV Cultura.
Em 2013, lança a série Osmar, a Primeira Fatia do Pão de Forma, estrelada por Leandro Hassum e Marcius Melhem, a série marca o início da produção da série co-produzida com o canal Gloob.
Em 2017, foi lançado o longa-metragem BugiGangue no Espaço, estrelado por Danilo Gentili e Maisa Silva.
Em 2018, é lançada a série Bobolândia Monstrolândia, no canal Nickelodeon, neste mesmo ano, Mchaddo começa a dirigir filmes live-action, entre eles estão O Amor Dá Trabalho, lançado nos cinemas em 2019, e Amor sem Medida, lançado na Netflix em 2021, ambos estrelados por Leandro Hassum. Lançado com exclusividade pelo Netflix, Amor sem Medida tornou-se o filme de língua não inglesa mais assistido no mundo na sua semana de estreia. No final de 2023, em parceria entre Ale McHaddo e Leandro Hassum lançam o filme Meu Cunhado é um Vampiro, no Netflix. O filme ficou em Top1 no Brasil e por três semanas liderou o ranking de filmes de línguas não inglesa da plataforma.  

## Participação Política

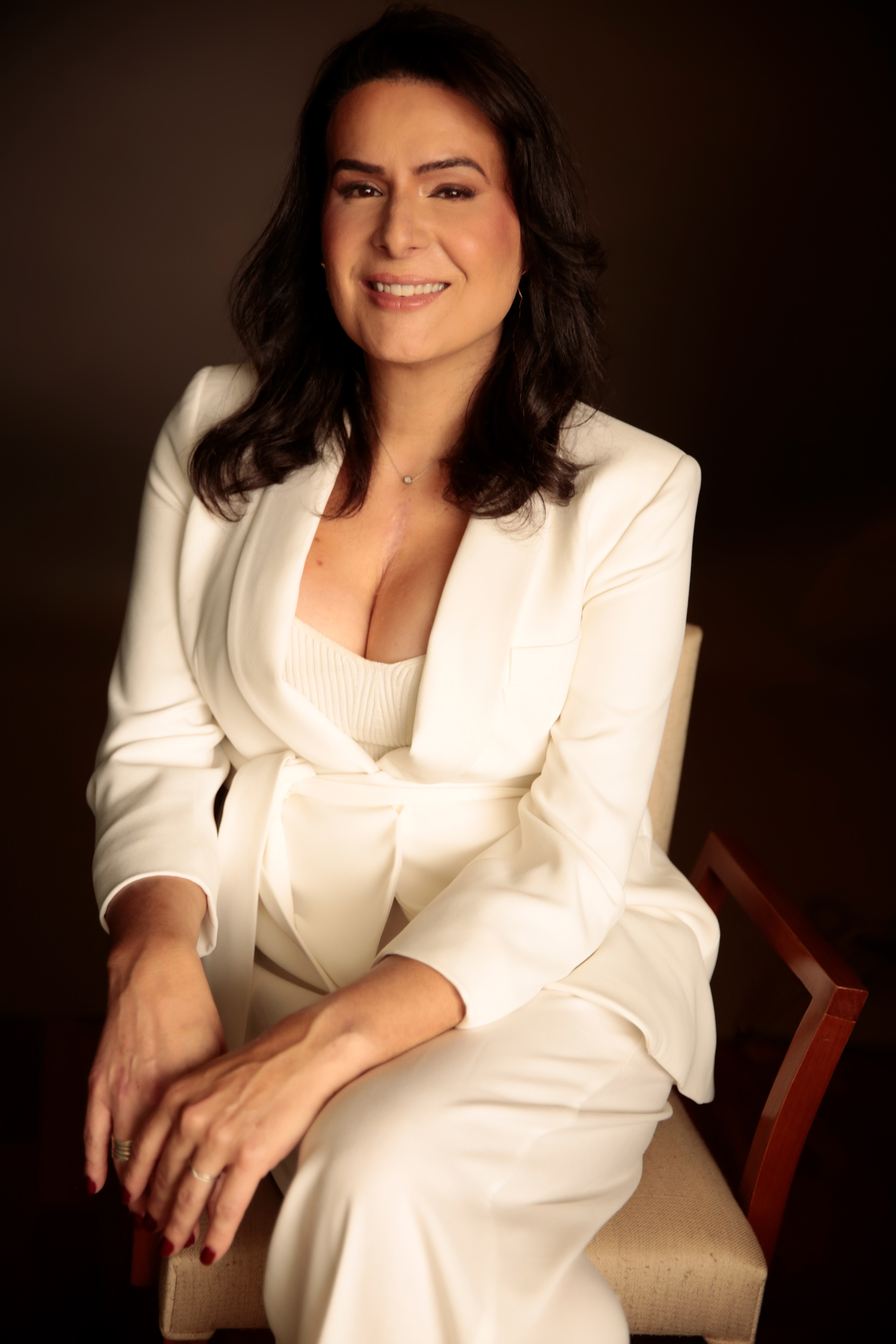
Ale McHaddo - participação política

De 2006 a 2008, Ale McHaddo foi presidente da ABCA - Associação Brasileira do Cinema de Animação, onde trabalhou em vários projetos, dentre eles, destaca-se a criação do Anima TV, que fomentou o desenvolvimento de 10 projetos de séries de animação.
De 2013 a 2016, Ale foi presidente da AbraGames - Associação Brasileira dos desenvolvedores de Games, e a frente da organização ajudou na criação do programa de exportação de games nacionais e contribuiu para o entendimento dos jogos eletrônicos como produções audiovisuais, o que permitiu que a Ancine passasse a dedicar editais ao setor.